# Larry Fessenden
Pour les articles homonymes, voir Fessenden.
Laurence T. Fessenden (né le 23 mars 1963) est un acteur, producteur, réalisateur, scénariste et cinéaste américain. Fondateur de la compagnie de production indépendante Glass Eye Pix, il est surtout connu pour des films tels No Telling (écrit avec Beck Underwood, 1991), Habit (en) (1997), Wendigo (2001) et The Last Winter (écrit avec Robert Leaver, 2006),. Il a également réalisé les émissions de télévision Beneath (2013), l'épisode Skin and Bones (en) de Fear Itself (2008) et une partie de ABCs of Death 2 (2014). Fessenden a également joué dans plusieurs films tels Like Me (en) (2017), In a Valley of Violence (2016), We Are Still Here (en) (2015), Jug Face (2012) et Broken Flowers (2005).
Fessenden affirme avoir été influencé par la franchise Universal Monsters,.
Il est marié avec Beck Underwood, avec qui il a un enfant.

## Biographie
Fessenden naît le 23 mars 1963 à New York. Il fréquente la St. Bernard's School (en), puis la Phillips Academy, de laquelle il est expulsé. 
Fessenden fonde la compagnie de production Glass Eye Pix en 1985. 
Fessenden participe à la formation d'autres réalisateurs tels Jim Mickle et Ti West. Il a produit des projets tels Liberty Kid (en) (2007) de Ilya Chaiken (en), Wendy et Lucy (2008) de Kelly Reichardt, Satan Hates You (en) (2010) de James McKenney, The House of the Devil (2009), The Innkeepers (2011) et The Comedy (2012) de Rick Alverson (en).
En 2011, Il lance son troisième album rock avec le groupe Just Desserts. En 2012, il est interviewé dans Birth of the Dead (en), qui analyse le legs de La Nuit des morts-vivants et dont il est producteur exécutif. 
Également présent dans le domaine du jeu vidéo, Fessenden coécrit, avec Graham Reznick, le jeu Until Dawn. Avec un scénario d'environ 1 000 pages, les deux auteurs remportent un prix Guinness pour avoir écrit le plus long scénario pour un jeu d'aventure graphique. Les deux scénaristes font équipe à nouveau en 2016 pour écrire le spin-off Until Dawn: Rush of Blood, puis en 2018 pour la préquelle The Inpatient (en).
En 2016, il participe au premier film de son fils Jack : Stray Bullets (en). La même année, Fessenden lance le livre Sudden Storm, A Wendigo Reader.

## Filmographie

### Acteur
| Année | Titre                        | Rôle                         | Notes                      |
| ----- | ---------------------------- | ---------------------------- | -------------------------- |
| TBA   | Jakob's Wife                 |                              |                            |
| TBA   | The Spine Of Night           | L'aveugle                    | pré-production             |
| TBA   | Dementer                     | Larry                        |                            |
| 2020  | I Know Where You Live        | Skeet                        | pré-production             |
| 2020  | Cold Wind Blowing            | Le loup                      |                            |
| 2019  | The Dead Don't Die           | Danny Perkins                |                            |
| 2019  | Depraved (en)                | Ratso                        |                            |
| 2018  | Sadistic Intentions (en)     | Père                         |                            |
| 2018  | The Ranger                   | Oncle Pete                   |                            |
| 2018  | Clara's Ghost (en)           | Le fan/homme au bar          |                            |
| 2017  | Hidden Agenda                | Vernon LeMay                 | jeu vidéo                  |
| 2017  | Psychopaths (en)             | Henry Earl Starkweather      |                            |
| 2017  | Most Beautiful Island (en)   | Rudy                         |                            |
| 2017  | Small Crimes                 | Earl                         |                            |
| 2017  | Like Me (en)                 | Marshall                     |                            |
| 2017  | Girlfriend's Day (en)        | Taft                         |                            |
| 2016  | The Stakelander              | Biggs                        |                            |
| 2016  | Until Dawn: Rush of Blood    | Dan T                        | jeu vidéo                  |
| 2016  | Stray Bullets (en)           | Charlie                      |                            |
| 2016  | No Way to Live               | Jerry                        |                            |
| 2016  | Good Funk                    | Kevin                        |                            |
| 2016  | The Transfiguration (en)     | Un ivrogne                   |                            |
| 2016  | Callback                     | Joe                          |                            |
| 2016  | In a Valley of Violence      | Roy                          |                            |
| 2016  | Carnage Park (en)            | Travis                       |                            |
| 2015  | Darling (en)                 | Officier Maneretti           |                            |
| 2015  | 666 Road (Southbound)        | Le D.J.                      | voix                       |
| 2015  | The Mind's Eye (en)          | Mike Connors                 |                            |
| 2015  | Until Dawn                   | Étranger                     | jeu vidéo, voix et autres  |
| 2015  | We Are Still Here (en)       | Jacob Lewis                  |                            |
| 2015  | Body (en)                    | Arthur                       |                            |
| 2015  | Pod (en)                     | Smith                        |                            |
| 2014  | Worst Friends (en)           | Jerry                        |                            |
| 2014  | The Strain                   | Jack Noon                    | Épisode : Runaways         |
| 2014  | Louie                        | Un homme outré               | Épisode : Elevator: Part 6 |
| 2014  | Late Phases (en)             | O'Brien                      |                            |
| 2013  | We Are What We Are           | Tenancier barbu              |                            |
| 2013  | Ritual (en)                  | Employé de l'hôtel           |                            |
| 2012  | Jug Face                     | Sustin                       |                            |
| 2012  | Wolf Dog                     | Wolf Dog                     |                            |
| 2012  | Hellbenders (en)             | Détective Elrod              |                            |
| 2012  | Wolf Dog Tales               | Wolf Dog                     | court métrage, voix        |
| 2011  | Silver Bullets (en)          | Sam                          |                            |
| 2011  | You're Next                  | Erik Harson                  |                            |
| 2010  | Stake Land                   | Tenancier du Roadhouse       |                            |
| 2010  | L'Empire des Ombres          | Messager en vélo             |                            |
| 2010  | Satan Hates You (en)         | Glumac                       |                            |
| 2010  | Bitter Feast (en)            | William Coley                |                            |
| 2012  | Hypothermia (en)             | Organisateur de la pêche     |                            |
| 2009  | Cabin Fever: Spring Fever    | Bill                         |                            |
| 2009  | Blood Red Earth              | Cowboy                       | court métrage              |
| 2008  | I Sell The Dead (en)         | Willy Grimes                 |                            |
| 2008  | Wendy et Lucy                | Un homme au parc             |                            |
| 2008  | I Can See You (en)           | Mickey Hauser                |                            |
| 2007  | À vif                        | Sandy Combs                  |                            |
| 2007  | Trigger Man (en)             | homme de main                |                            |
| 2007  | The Hunter                   | Kenny                        | court métrage              |
| 2006  | Mulberry St (en)             | Homme derrière le portail    |                            |
| 2006  | The Pod                      | Telly                        | court métrage              |
| 2006  | The Last Winter              | Charles Foster               |                            |
| 2006  | Automatons (en)              | Garde ennemi                 |                            |
| 2006  | New York, section criminelle | Boaz                         | Épisode : Diamond Dogs     |
| 2005  | Headspace (en)               | Père                         |                            |
| 2005  | The Resurrection Apprentice  | Willy Grimes                 | court métrage              |
| 2005  | Broken Flowers               | Will                         |                            |
| 2005  | The Roost                    | Conducteur de la remorqueuse |                            |
| 2004  | The Off Season (en)          | Phil                         |                            |
| 2004  | Imaginary Heroes             | Propriétaire de magasin      |                            |
| 2002  | Happy Here and Now           | Clifton                      |                            |
| 2002  | Bad Day for a Tow            | Remorqueur                   | court métrage              |
| 2001  | Session 9                    | Craig McManus                |                            |
| 2001  | New York 911                 | Ruby Granger                 | Épisode : A Hero's Rest    |
| 2000  | Animal Factory               | Benny                        |                            |
| 2000  | Hamlet                       |                              |                            |
| 1999  | À tombeau ouvert             | Cokehead                     |                            |
| 1997  | Habit (en)                   | Sam                          |                            |
| 1994  | River of Grass               | Lee Ray Harold               |                            |
| 1991  | No Telling                   | Employé du Eden Ridge        |                            |
| 1982  | Habit                        | Sam                          | Vidéo                      |
| 1981  | A Face in the Crowd          | Narrateur                    | voix                       |
| 1981  | Lifeline                     | Homme                        | court métrage              |
| 1980  | White Trash                  |                              | court métrage              |

### Scénariste
| Année | Titre                                     | Notes         |
| ----- | ----------------------------------------- | ------------- |
| 2019  | Depraved (en)                             |               |
| 2019  | The Dark Pictures Anthology: Man of Medan | jeu vidéo     |
| 2018  | The Inpatient (en)                        | jeu vidéo     |
| 2017  | Hidden Agenda                             | jeu vidéo     |
| 2016  | Until Dawn: Rush of Blood                 | jeu vidéo     |
| 2015  | Until Dawn                                | jeu vidéo     |
| 2008  | Santa Claws                               | court métrage |
| 2006  | The Last Winter                           |               |
| 2001  | Wendigo                                   |               |
| 1997  | Habit (en)                                |               |
| 1991  | No Telling                                |               |
| 1989  | Hollow Venus: Diary of a Go-Go Dancer     |               |
| 1982  | Habit                                     | Vidéo         |
| 1981  | A Face in the Crowd                       |               |
| 1981  | Lifeline                                  | court métrage |
| 1980  | The Field                                 | court métrage |
| 1980  | White Trash                               | court métrage |
| 1979  | The Eliminator                            | court métrage |

### Réalisateur
| Année | Titre                                 | Notes                    |
| ----- | ------------------------------------- | ------------------------ |
| 2019  | Depraved (en)                         |                          |
| 2014  | ABCs of Death 2                       | Segment : N is for Nexus |
| 2014  | Frankenstein Cannot Be Stopped        | court métrage            |
| 2013  | Beneath                               |                          |
| 2008  | Fear Itself                           | Épisode : Skin and Bones |
| 2006  | The Last Winter                       |                          |
| 2002  | Searching for the Wendigo             | court métrage            |
| 2001  | Wendigo                               |                          |
| 1997  | Habit (en)                            |                          |
| 1991  | No Telling                            |                          |
| 1989  | Hollow Venus: Diary of a Go-Go Dancer |                          |
| 1989  | Stunt: A Musical Motion Picture       | court métrage            |
| 1987  | Mismatch                              | court métrage            |
| 1986  | Chinatown                             | court métrage            |
| 1985  | Experienced Movers                    |                          |
| 1982  | Habit                                 | Vidéo                    |
| 1981  | A Face in the Crowd                   |                          |
| 1981  | Lifeline                              | court métrage            |
| 1980  | The Field                             | court métrage            |
| 1980  | White Trash                           | court métrage            |
| 1979  | The Eliminator                        | court métrage            |
| 1978  | Jaws                                  | court métrage            |

### Producteur
| Année | Titre                  | Notes               |
| ----- | ---------------------- | ------------------- |
| 2019  | Depraved (en)          | producteur          |
| 2016  | The Stakelander (en)   | producteur          |
| 2016  | Stray Bullets (en)     | producteur          |
| 2016  | Callback               | coproducteur        |
| 2016  | Certaines femmes       | producteur exécutif |
| 2015  | Darling (en)           | producteur exécutif |
| 2014  | Late Phases (en)       | producteur          |
| 2013  | Beneath                | producteur          |
| 2011  | The Innkeepers         | producteur          |
| 2010  | Hypothermia (en)       | producteur          |
| 2010  | Stake Land             | producteur          |
| 2010  | Satan Hates You (en)   | producteur          |
| 2010  | Bitter Feast (en)      | producteur          |
| 2009  | The House of the Devil | producteur          |
| 2008  | I Sell the Dead (en)   | producteur          |
| 2008  | Wendy et Lucy          | producteur          |
| 2008  | I Can See You (en)     | producteur exécutif |
| 2007  | Trigger Man (en)       | producteur exécutif |
| 2006  | The Last Winter        | producteur          |
| 2006  | Automatons (en)        | producteur exécutif |
| 2005  | The Roost              | producteur exécutif |
| 2004  | The Off Season (en)    | producteur exécutif |
| 1994  | River of Grass         | producteur associé  |